# رندی
رِندی و رِند واژه‌ای در ادبیات فارسی است. این واژه در دیگر فرهنگ‌ها و زبان‌ها هم‌پایه‌ای ندارد. سِیر بارِ مفهومیِ آن بسیار متلاطم بوده؛ چنانکه تا پیش از حافظ، جلوه‌ای بد داشته است. معنای نخستش، سِفْله و اَراذِل و اوباش است؛ اما حافظ با توجه به نگاهِ ملامتی و سنجشِ انتقادی‌اش نسبت به هر پدیدهٔ پذیرفته یا ناپذیرفتهٔ اجتماعی، آن را از معنایی در حَضیض به جایگاهی در اوج آورد. در شعرِ حافظ، رند هم‌تراز با انسان کامل یا آدمِ حقیقی است و آن را ولیّ می‌نامد. بااین‌همه، رندِ امروز دوباره در معنای کهنه‌رند، مردِ رند و خَرْمردِ رند درآمده است.
شخصیتِ رند بسیار متناقض به نظر می‌رسد، اما در همان حال باطنی متعادل دارد. افراط و تفریط ندارد. رستگاری را در هدف دارد. هرچند رندْ آزاداندیش و غیردینی هم می‌تواند باشد، اما رندِ حافظ اهلِ دین است و به آن تعهد دارد. اهلِ آخرت و اندیشه در آن است، اما از آن نمی‌هراسد و باور دارد با عشق و عنایت از آن خواهد رَست. بر تقوا و دانش و فضل و فهم متکی نیست. تَساهُل دارد، چه در دین و چه در اجتماع یا سیاست. ناتوانی‌های انسانی را می‌داند و می‌پذیرد. بزرگوارانه تظاهر نمی‌کند. هنرمند است و اهل فضل، اما آن را نمی‌فروشد. بوالفضول نیست، اما منتقد هست. شاد است و امیدوار. سختی‌ها و نومیدی‌ها را هم تحمل می‌کند. اهلِ آزمون و خطاست. نه تعصب می‌ورزد و نه تخطئه می‌کند. شک را مایهٔ بصیرت می‌داند اما برای شک اصالتی قائل نیست. تعلیمِ اخلاق نمی‌دهد، اما بی‌اخلاق نیست. لااُبالی است، اما حدش را نگه می‌دارد.

## واژه
واژهٔ رند در زمان حافظ، معنایی منفی و نامطلوب داشته و برابر با اراذل و اوباش بوده‌است که به سبب دید انتقادی و ارزیابی دوباره‌ای که حافظ داشت، رند را هم‌پیمان خود کرد و به واسطهٔ دیوان حافظ، واژهٔ رند به کلی تغییر معنی پیدا کرد. در اشعار حافظ، رند انسان کامل یا انسان برتر می‌باشد و شخصیتی است که اهل افراط و تفریط نیست و با این‌که به رستگاری نیز می‌اندیشد، اما بزرگ‌ترین هدفش سبک‌بار گذشتن از این دنیا می‌باشد. رند حافظ، تعلق خاطر دینی نیز دارد و آخرت را هم واقعی می‌داند اما از آن ترسی ندارد. گاهی در ردیف شهود قرار می‌گیرد و گاهی در مسیر شک قدم می‌گذارد. انسانیست که بین زهد و زندقه در تناوب است.

## پیشینه
به‌گزارش دانشنامهٔ ایرانیکا، در ادبیات نوشتاری، ممکن است از عناصر شخصیتیِ چند شخصیت، برای ترسیم شخصیت رند بهره گرفته شده باشد. در عصر سعدی و سلمان ساوجی، جنبهٔ انسانی رند عموماً همنشین با ریاضت زاهدانه است؛ موضوعی که به‌ویژه در رندِ حافظ برجسته شده‌است و ممکن است فاقد تقوای متفکر دینی باشد، اما بااین‌حال بیشتر از آنان به‌درستی هدایت شده‌اند و در واقع تقریباً بی‌عیبند. این به خاطر آن است که رند حافظ به‌عنوان یک عیار عمل می‌کند، یک لوطی دیونیسوسی که هنجارها و قراردادها را برهم می‌زند و خارج از سلسله مراتب اجتماعی قرار می‌گیرد. از آنجا که او نمی‌تواند با پاداش‌های دستگاه حکومت اغوا شود، ریاکاریِ نظامِ تثبیت‌شده را آشکار می‌کند و ارزش‌هایش را زیر سؤال می‌برد. نوشتن در زمان و مکانی چون عصر حافظ، فرهنگ لغت طنزآمیز عبید زاکانی و مطایباتش و نیز موش و گربه‌اش نشان می‌دهد که انتقادات اجتماعی و سیاسی از طریق طنز و تمثیل یا شعر، بهنگام مطرح شده‌است. حتی کسانی مانند ابواسحاق اطعمه مجموعه اشعاری طنز دربارهٔ ظروف آشپزخانه می‌سرایند. به‌نظر می‌رسد که نمایش تظاهر و ریاکاریِ معتبر و قدرتمند، تبدیل به یک نگرانیِ عمدهٔ ادیبان در این دوران شده بود.

## ویژگی‌ها
به‌گزارش دادبه، رند و رندی در بینش عارفانه، در قامت دو اصطلاح عرفانی رخ می‌نمایند؛ به‌مفهوم فردی که حتی اگر انسان کامل نیست، اما در ردهٔ اوست؛ این اطلاقِ مفهوم به رند از آن جهت است که صفاتی مانند عاشقی، دُردنوشی، پاک‌بازی، دریادلی، وارستگی، سرفرازی، وصول به حق و مظهریت ذات مطلق در شخصیتش دیده می‌شود. به‌خاطر ابتکار و استقلال اندیشهٔ حافظ و دگرگونی معنا و مفهوم و حال‌وهوای اصطلاحات رایج در شعرش، رندی فراتر از اصطلاحی عرفانی، در منظر حافظ ظاهر می‌شود. سبب دیگرِ این‌گونه ظهور رندی در شعر حافظ، شمار تکرار رند و رندی در ابیات حافظ است که حدود ۹۰ بار در ۹۰ بیت آمده‌است. دادبه می‌گوید این واژه، مثبت‌ترین، مطلوب‌ترین و بنیادی‌ترین اصطلاح در شعر حافظ است و او در آن، مفهومی را می‌جوید که درک‌کردنی اما وصف‌ناشدنی است. او آن را به‌عنوان نظام فکری–فلسفی خویش می‌نمایاند؛ نظامی که می‌توان آن را «مکتب رندی» نامید که همان مکتب حافظ است.
فرانکلین لوئیس می‌گوید برای حافظ، رند ادامه‌دهندهٔ «عاشق»، «نظرباز» و «می‌خواره» است؛ همهٔ رفتارهای متروکی که اغلب با «شباب» مرتبط هستند و منجر به «سرگشتگی» می‌شوند، فرد را از کار کردن برای سعادت عمومی محروم، سلامتی و ظاهرش را چونان «رند عافیت‌سوز» دچار نقصان و او را به یک «گدا» تبدیل می‌کنند. در حقیقت، رندان برای سلامتی‌شان نیاز به شراب دارند و از طریق نیازمندی‌های پَستِ خود به صلح و آرامش می‌رسند. رندْ «می‌خواره» یا «شراب‌خواری» است که نمی‌تواند «ساغرش» را از دست بدهد یا او را از بین ببرد، و لذت‌جویی‌اش نقطهٔ مخالف «زهدفروشی» است. صفحهٔ شطرنجی که رند بر روی آن، بازیِ زندگی می‌کند، برای پادشاه مناسب نیست.
به‌باور دادبه، رندی در نگاه حافظ، نظامی روشنفکرانه و فلسفی است؛ و رند متفکر روشنفکر. او عاشقی خردمند یا خردمندی عاشق است که «جوهر دانایی» را به‌دست آورده و فلسفهٔ ویژهٔ خویش دارد به‌نام «فلسفهٔ رندی». این فلسفه به مسائل خداشناسی و جهان‌شناسی توجه دارد، اما مهم‌ترین موضوع آن، انسان و مسائل انسانی است؛ چراکه رندی را انسان‌گرایی و درنگ در حالات و سرنوشت انسان لازم است، خاصه اندیشه در براوگذشته که محرومیتش از حقوق طبیعی و قانونی را در پی دارد. اما انسان‌گرایی رندانه با انسان‌گرایی غربی تفاوت دارد و آن به‌خاطر پشتوانهٔ معنوی و الهی‌اش است. رندی در عمل، یکرنگی، یک‌جهتی، مردم‌گرایی و کم‌آزاری است و رند زیرکی است بافراست، یک‌جهت، یک‌رنگ، مردم‌گرا و کم‌آزار که فریفته نمی‌شود و نمی‌فریبد؛ تارک دنیا نیست و به مردم هم چنین نمی‌آموزد؛ فرصت را غنیمت می‌شمارد، بهرهٔ خویش از دنیا را از یاد نمی‌برد و «در عیش نقد» کوشش می‌کند و مردم را هم به این روش دعوت می‌کند. او بی‌باکی و جانبازی حلاج، سنت‌شکنی و نهراسیدن از بدنامی در راه هدفِ شیخ صنعان، راه و رسم مبارزه با خودخواهی‌ها و عوام‌فریبی‌های ملامتیان، و وارستگی و آزادگی قلندران را می‌آموزد تا افزون‌بر رهایی خویش از بندها و تعلقات برهاند، بلکه این‌ها را در راه ستیز با خداوندگاران زر و زور و تزویر که صوفیان و زاهدان و محتسبان و زاهدمآبان و محتسب‌مآبان هستند، به‌کار بَرَد تا شاید مردم‌آزاریْ جای به کم‌آزاری دهد، و جنگْ جای به صلح، و کینه‌توزی و تنگ‌نظری و سخت‌گیری جای به محبت و عشق و گذشت.
لوئیس می‌گوید به‌طور خلاصه، در انجمن و جمع رندان خبری نیست، اما حقیقت آن باید پنهان بماند؛ یا این‌که مردم آنان را نصیحت کنند تا روش‌های خود را اصلاح نمایند. بااین‌همه، باید توجه داشت که برای «فضول» و «زاهد» هیچ راهی وجود ندارد که از کوچهٔ رندان به سلامت بگذرد، جز آنکه به رسوایی منتهی می‌شود. رند را به بدنامی عیب می‌نهند و اهمیتی نمی‌دهد و اگر یک بار با او بنشینند، آنان نیز بدبین خواهند شد. عشق روش رندان است، تقدیر آنان عشق ورزیدن است و رنج کشیدن در راهش. حافظ آشکارا رندِ مست بودن و بدنامی را پذیرفته‌است و مخاطب را به چالش می‌کشد تا یک نفر را در شهر نشان دهد که این‌گونه نیست. او همچنین ادعا می‌کند که رند از طریق خلوص قلبش، درها را با دعای خود باز می‌کند. آرامگاه حافظ زیارتگاهی است که رندان جهان به زیارتش می‌روند. نباید این نتیجه حاصل شود که این رندی پس از این‌همه، یک آزادی‌خواهی نمادین است، حافظ در جای دیگر می‌گوید که گاهی دیگران اعمال رندانهٔ او را درک می‌کنند و بااین‌حال گناهان او را می‌بخشند و خطاهای او را پوشش می‌دهند.
به‌گفتهٔ لوئیس در ایرانیکا، بیش از هر شخصیت دیگری که در دیوان دیده می‌شود، رندْ حامل پیام حافظ است، و نزدیک‌ترین فرد به طرح‌ریزی جهان‌بینی خود شاعر و اندیشهٔ قهرمانانه‌اش است. داریوش آشوری بر ریشهٔ ادبی رند تأکید می‌کند و آن را به‌عنوان استعاره‌ای عاشقانه–عارفانهٔ بنیادین در ادبیات صوفیانه و شعر حافظ می‌خواند. بهاءالدین خرمشاهی رند در شعر حافظ را به‌عنوان یک چهرهٔ افسانه‌ای یا کهن‌الگو، مانند پیر مغان یا جام جم می‌نگرد، که از نژادهای گوناگون است و حافظ آن را در صورت و هیئتی متعالی مجسم کرده‌است. رندِ حافظ ترکیبی از انسان کامل عرفانی صوفی‌گری، گدای ناتوان در جاده، لاابالی و شورشی سیاسی است که از خم کردن زانو به‌خاطر ریاکاری و ارزش‌های تحمیلی توسط قدرت سرباز می‌زند. او با زاهد در تضاد است، روحی آزاد است که از لذات زندگی لذت می‌برد و آن را تکلیف خود در مبارزه با بی‌اعتباری در همه اشکالش می‌بیند. در نظر آشوری، پیشرفت متمایز در مفهوم رندی حافظ، این است که رند هیچ تلاشی برای از بین بردن احساسات پست نفسانی در سنت عارفانه–زاهدانهٔ شرقی ایرانی نمی‌کند، بلکه برای زندگی در هماهنگی و تعادل با آن‌ها، بدون ظلم و ریاکاری می‌کوشد. بنابراین رند آرمان معنوی تازه‌ای است؛ مصالحه‌ای میان انسان کامل با وضعیت انسانی. حافظ، اگر انسان کامل نیست، اما کاملاً انسان است.